# Găiești, Mureș
Găiești (în maghiară Göcs) este un sat în comuna Acățari din județul Mureș, Transilvania, România. Se află în partea de sud a județului,  în Podișul Târnavelor.
În vecinătate se află o pădure de foioase cu o rezervație de căprioare.

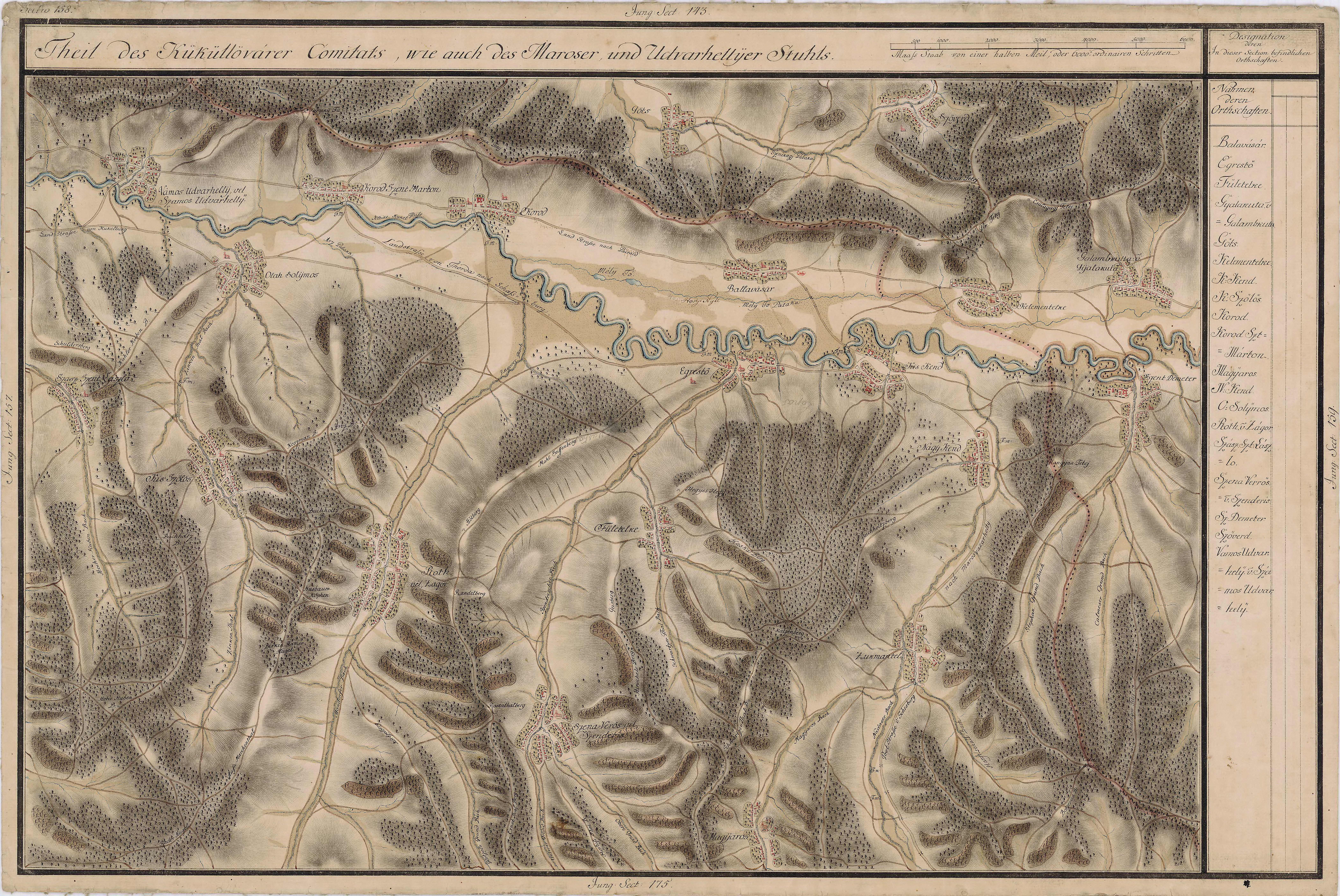
Găiești în Harta Iosefină a Transilvaniei, 1769-73

## Imagini

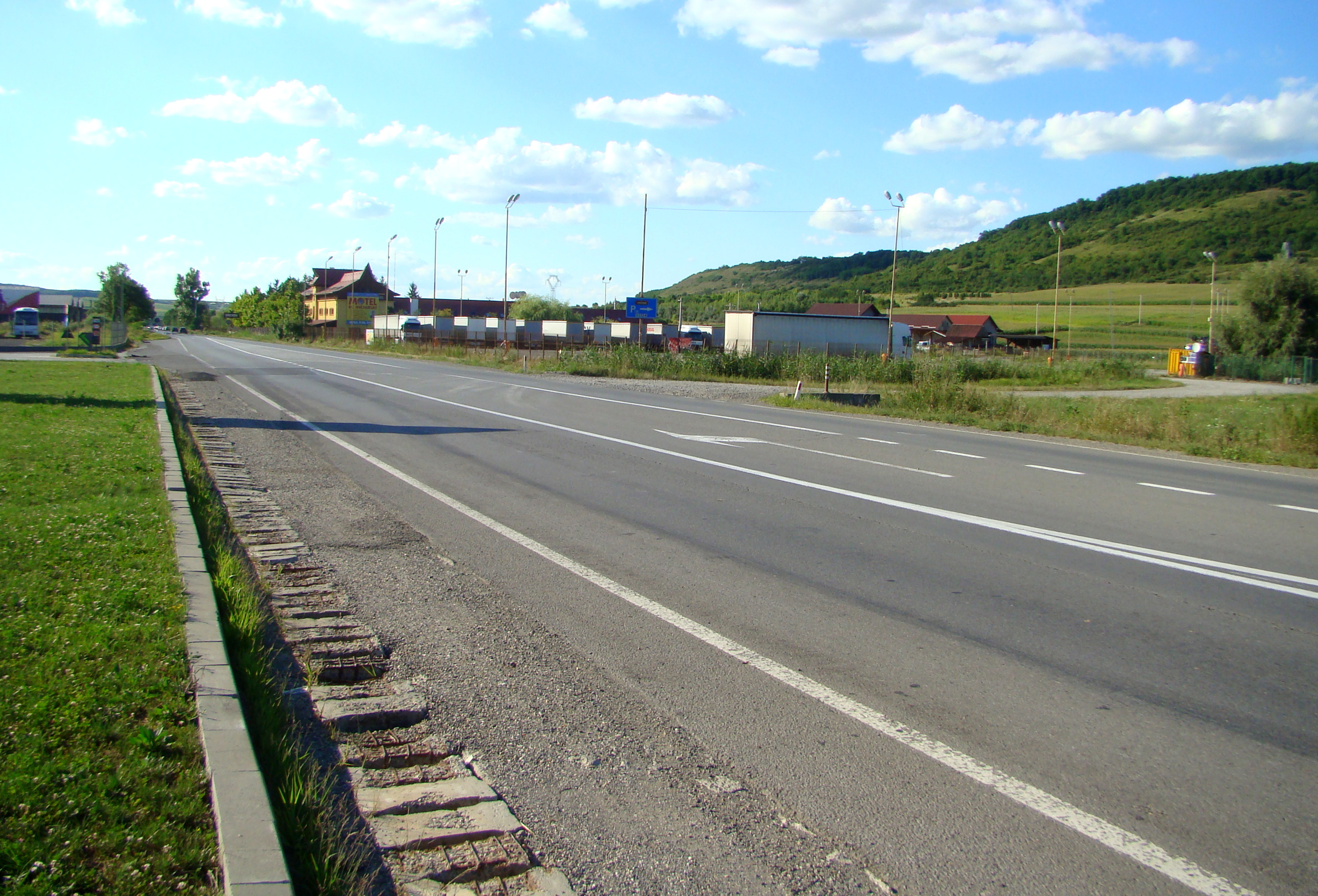
DN 13 în Găiești
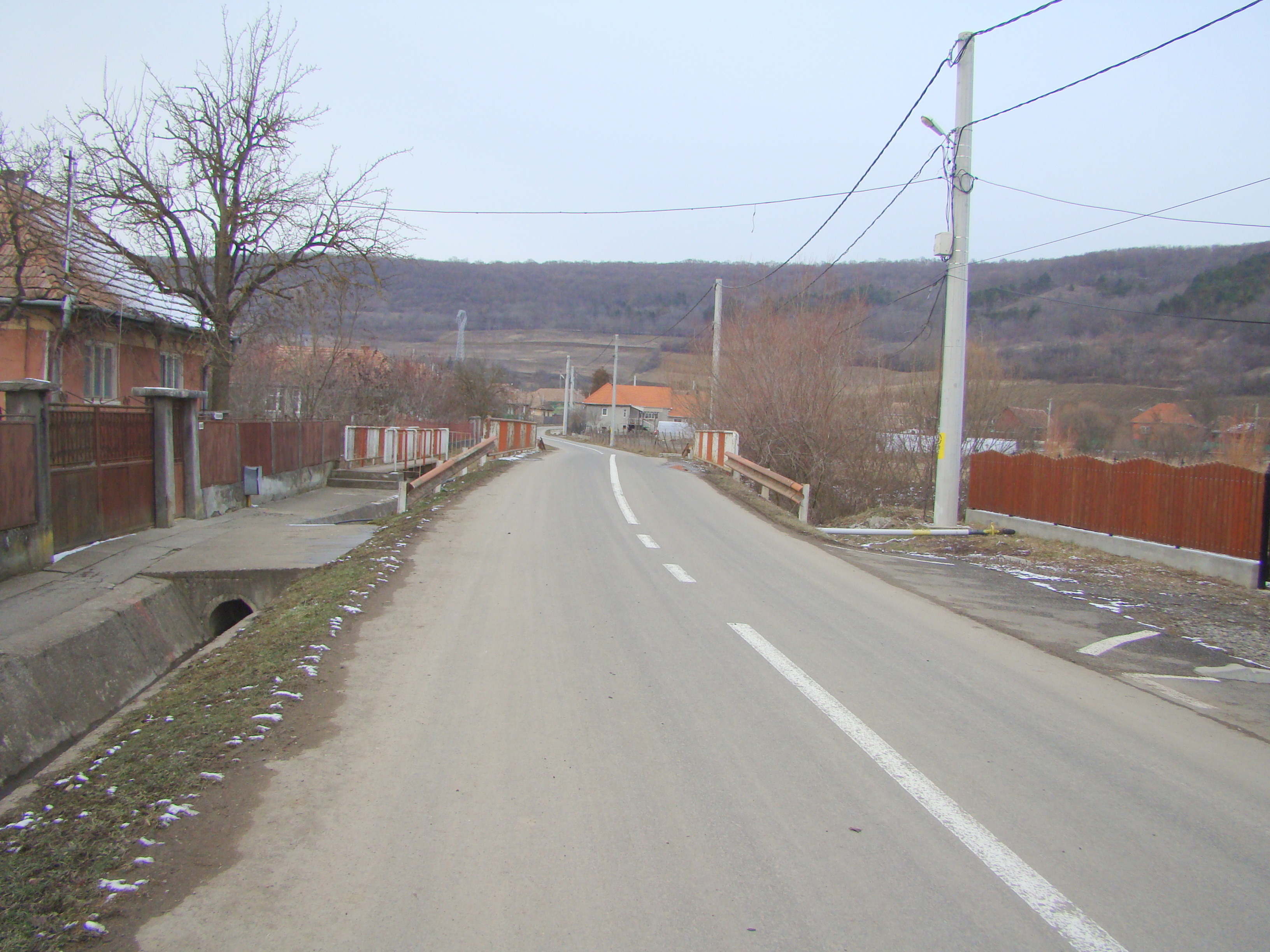
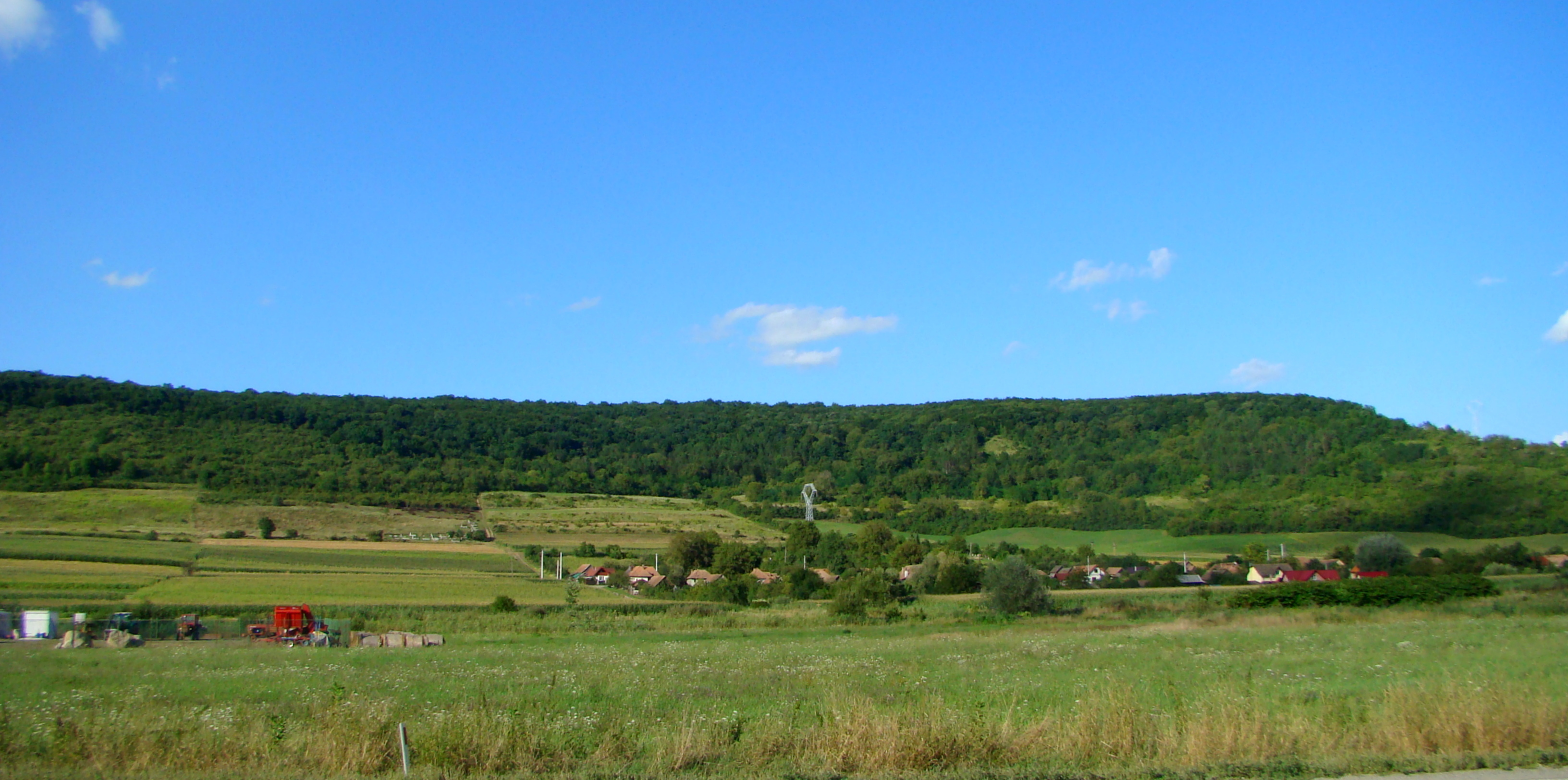
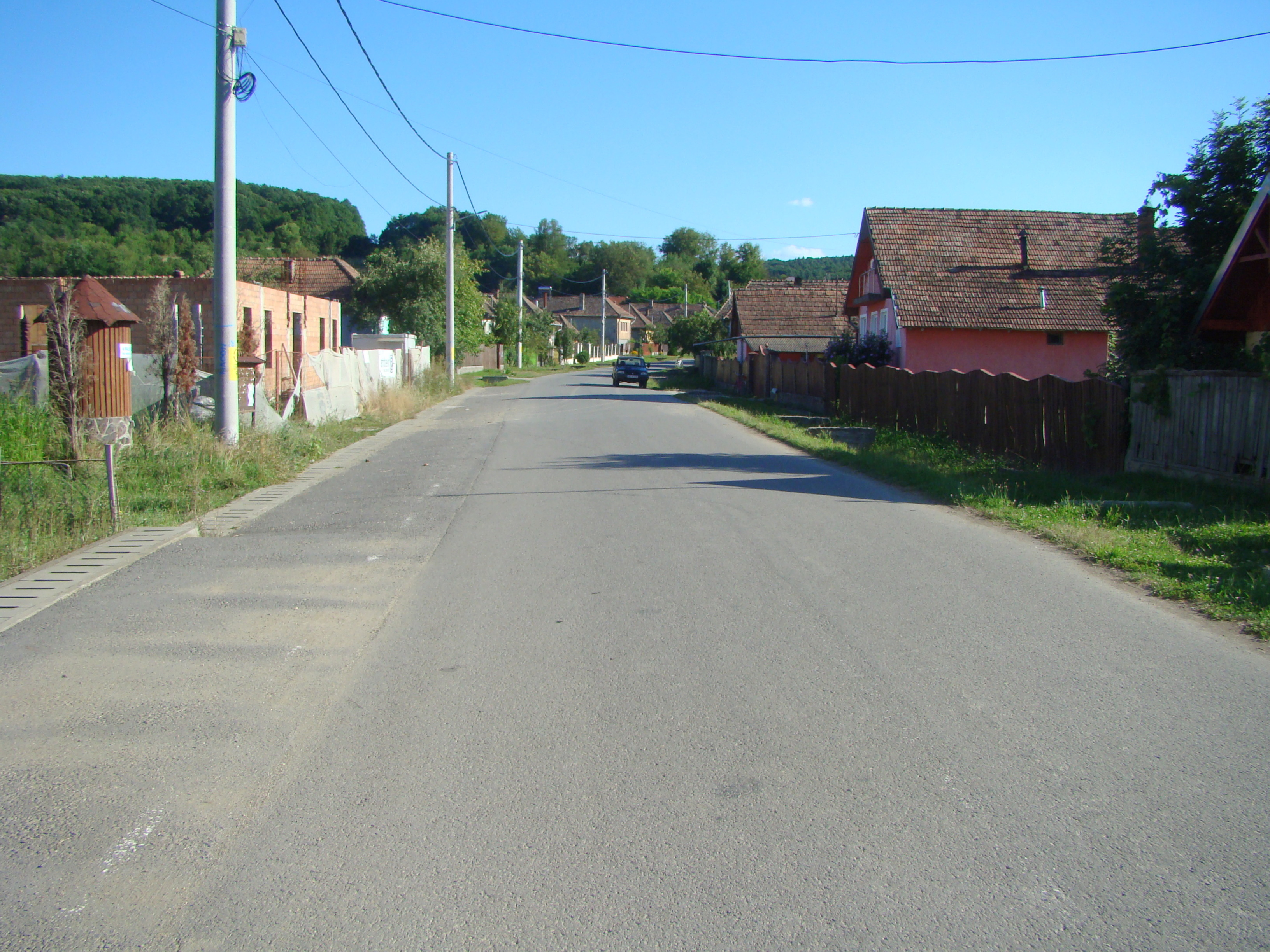
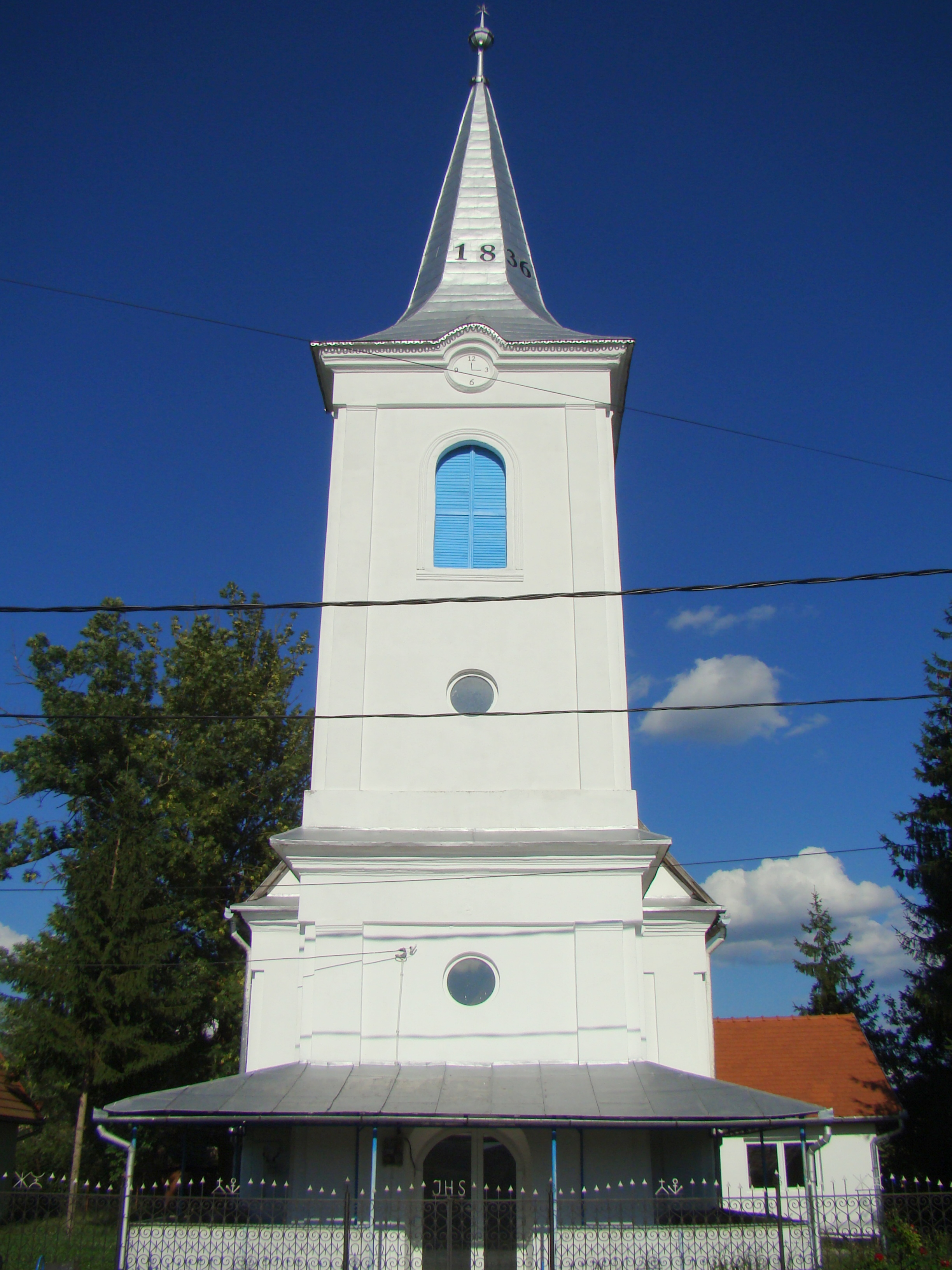
Biserica reformată
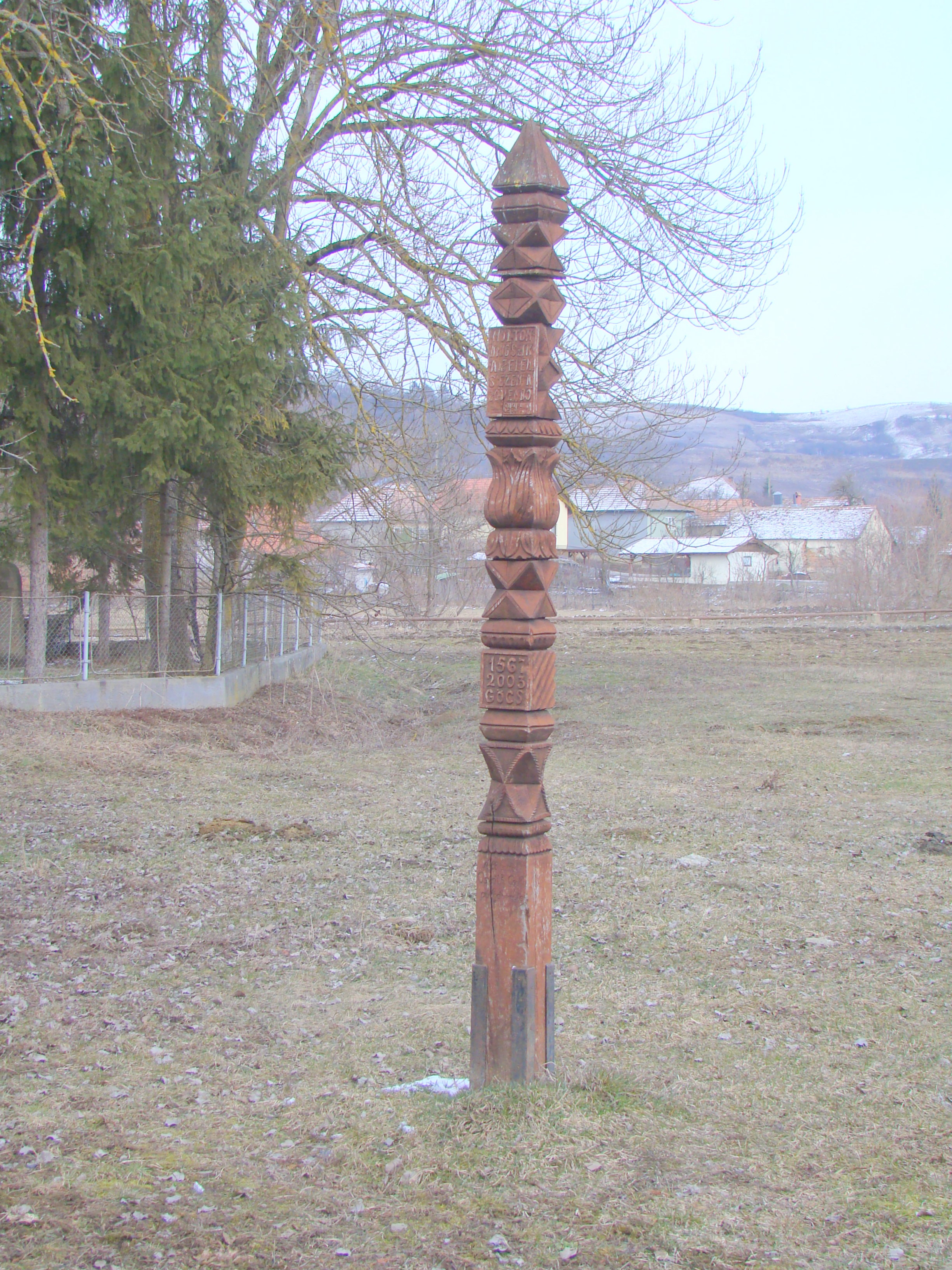
Stâlp funerar din lemn
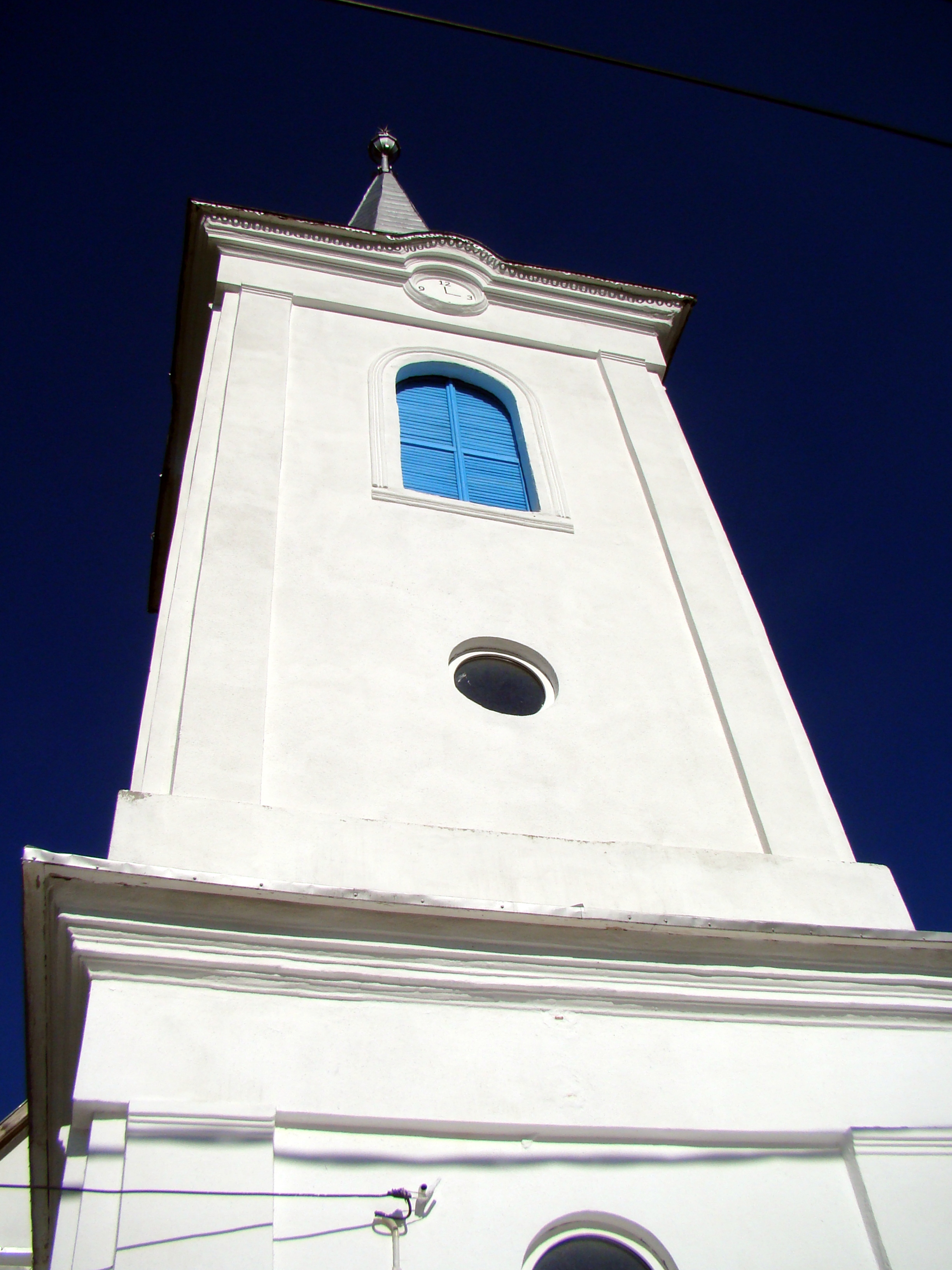
Turnul bisericii
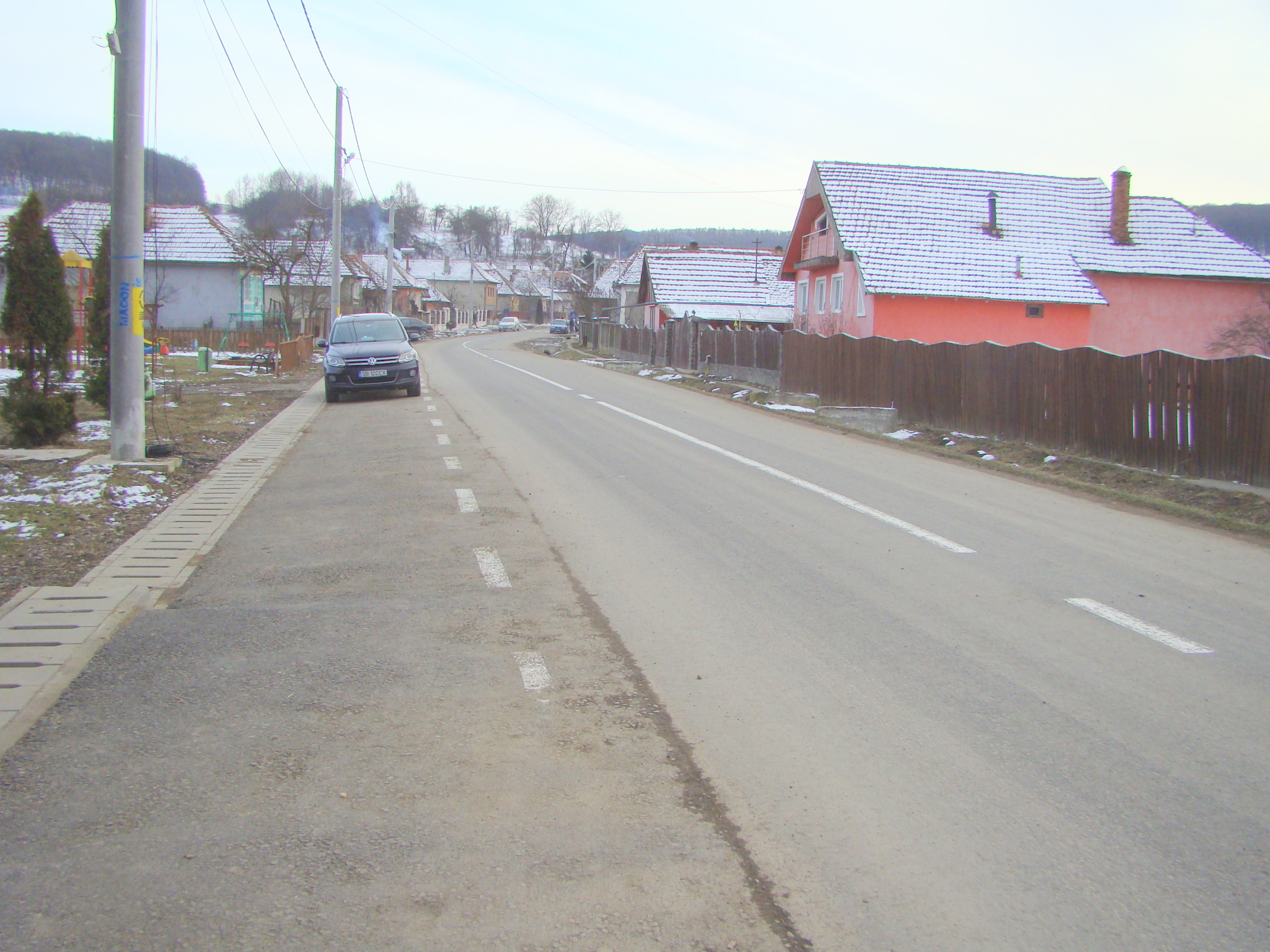